# ГЕС Jīnlóngtán
ГЕС Jīnlóngtán (金龙潭水电站) — гідроелектростанція у центральній частині Китаю в провінції Сичуань. Знаходячись між ГЕС Tiānlónghú (вище по течії) та ГЕС Jíyú, входить до складу каскаду на річці Міньцзян, великій лівій притоці Дзинші (верхня течія Янцзи).
Відпрацьована станцією Tiānlónghú вода одразу потрапляє у підвідний дериваційний тунель ГЕС Jīnlóngtán довжиною 13 км. Він подає ресурс до розташованого на правому березі Міньцзян наземного машинного залу, де встановили три турбіни потужністю по 60 МВт. Вони використовують напір у 210 метрів та забезпечують виробництво 927 млн кВт·год електроенергії на рік.